# Nahr-e Saraj
Nahr-e Saraj är ett distrikt i Afghanistan. Det ligger i provinsen Helmand, i den centrala delen av landet, 500 km sydväst om huvudstaden Kabul. Administrativt centrum är staden Gereshk.
Distriktet beräknades år 2022 ha cirka 181 000 invånare.